# Haplochromis paropius
Haplochromis paropius é uma espécie de peixe da família Cichlidae.
É endémica da Tanzânia.